# عقد 1290 هـ
عقد 1290 هـ هو الفترة بين عام 1290 إلى 1299 في التقويم الهجري، أي العشر سنوات الأخيرة من القرن الثالث عشر الهجري.